# 귀인 (심리학)
귀인(歸因, attribution)은 '원인의 귀착'의 줄임말로서, 한 개인이 타인의 행동이나 사건의 원인을 어떻게 설명하느냐와 관련이 있는 말이다. 예를 들어 컵을 실수로 떨어뜨려 깨뜨렸을 때, 옆에 있는 사람과 부딪혔기 때문에 떨어뜨렸다고 생각할 수 있고, 자신이 너무 덜렁대서 깨뜨렸다고 생각할 수도 있다. 이처럼 하나의 결과를 갖고도 원인으로 생각하는 것은 개인에 따라 다를 수 있으며, 다양한 귀인이 나타난다.

## 설명
귀인은 개인이 일상 경험의 원인을 외부 또는 내부로 인식하는 방식을 다루는 심리학에서 사용되는 용어이다. 이 과정을 설명하는 모델을 귀인 이론이라고 한다. 귀인에 대한 심리학적 연구는 20세기 초 프리츠 하이더(Fritz Heider)의 작업으로 시작되었으며, 이 이론은 해롤드 켈리(Harold Kelley)와 버나드 와이너(Bernard Weiner)에 의해 더욱 발전되었다. 하이더는 자신의 환경에 대한 인식을 정의하기 위해 인지된 '인과관계의 소재지'라는 개념을 처음으로 도입했다. 예를 들어, 경험은 개인이 통제할 수 없는 요인(외부)에 의해 발생하는 것으로 인식될 수도 있고, 개인 자신의 행위(내부)로 인식될 수도 있다. 이러한 초기 인식을 귀인이라고 한다. 심리학자들은 개인의 동기와 능력을 더 잘 이해하기 위해 이러한 속성을 사용한다. 이 이론은 근로자의 동기 부여, 목표 지향성 및 생산성을 높이기 위해 이를 사용하는 고용주에게 특히 흥미가 있다.
심리학자들은 사람들이 인과 관계를 판단하는 방식, 특히 다른 사람을 대할 때 다양한 편견을 확인했다. 근본적인 귀인 오류는 외부 요인을 고려하지 않고 행동에 대한 성향이나 성격 기반 설명을 귀인하는 경향을 나타낸다. 즉, 사람은 자신의 불행에 대해 다른 사람이 각자 책임이 있다고 가정하고, 자신의 불행에 대해서는 외부 요인을 비난하는 경향이 있다. 문화적 편견은 누군가가 자신의 문화적 관행과 신념을 바탕으로 사람의 행동에 대해 가정하는 것이다.
귀인 이론은 사람들이 합리적이고 논리적이며 체계적인 사고를 한다고 가정하기 때문에 기계론적이고 환원주의적이라는 비판을 받아왔다. 또한 원인의 귀속을 형성하는 사회적, 문화적, 역사적 요인을 다루지 못한다.

## 배경
프리츠 하이더는 심리학자들이 성격, 사회 심리학, 인간 동기에 대한 연구를 진행하던 시기에 귀인 이론을 발견했다. 하이더는 자신의 연구에서 혼자 일했지만 그 과정에 다양한 아이디어와 사람들이 참여했기 때문에 귀인 이론이 자신에게 귀속되지 않기를 바랐다고 말했다. 와이너는 하이더가 너무 겸손했으며 이론의 개방성이 오늘날에도 그 존재를 기능적으로 유지한다고 주장했다. 귀인이론은 해럴드 켈리의 공변량 모델과 귀인이론에서 파생된 버나드 와이너의 3차원 모델을 결합한 최초의 모이론이다. 귀인 이론은 또한 하이더의 인지된 인과관계의 위치(Perceived Locus of Causality)와 같은 여러 다른 이론에도 영향을 미쳤다.

## 같이 보기
- 귀인 이론
- 역할수행이론